# Neuropsicólogo
El neuropsicólogo es un profesional Clínico con el Título Profesional de Segunda Especialidad de Posgrado en neuropsicología o Maestría en neuropsicología. Como especialidad psicológica contiene conocimientos sobre la intervención, diagnóstico y rehabilitación en patologías neurológicas, psiquiátricas, del neurodesarrollo y degenerativas a través del estudio de la semiología clínica. Aborda los distintos síndromes y las diferentes alteraciones cerebrales y psicopatológicas.  
Su actividad principal es la rehabilitación cognitiva o neurorehabilitación comportamental y emocional del paciente con daño cerebral sobrevenido, el diagnóstico precoz y la intervención en demencias, y trastornos evolutivos pediátricos, trastorno del espectro autista, Asperger, retrasos madurativos, TDAH; además del diagnóstico diferencial.
Un neuropsicólogo clínico está formado en las técnicas e instrumentos de la Neuropsicología y de la Psicología Clínica, en la interpretación del examen neurológico y psiquiátrico o neuropsiquiátrico, así como de las técnicas de neuroimagen, neurofisiológicas y bioquímicas. Son profesionales que aplican los principios de evaluación e intervención basándose en el estudio científico de la conducta humana en su relación con el funcionamiento normal y anormal del sistema nervioso central.
Su principal tarea es analizar la relación que existe entre un daño cerebral particular y las alteraciones cognitivas que se puedan asociar con el propósito de determinar: las zonas y funciones deterioradas, las áreas o funciones indemnes y las funciones posibles de recuperar por medio de un proceso de rehabilitación cognitiva. Es relevante, dentro de su formación, el correcto manejo de diferenciales para distinguir efectivamente entre alteraciones o daño cognitivo y patologías psíquicas como depresión, manías o pseudopsicopatías las cuales a veces pueden confundir con alteraciones cerebrales que generan síntomas muy similares. Por ejemplo, en la esquizofrenia el paciente registra altos valores de dopamina lo cual lo lleva a alucinar, en el caso de la utilización de ciertas drogas el aumento de la dopamina genera alucinaciones, como el delirio cocaínico.
Es por ello que se complementan los estudios de laboratorio. 
Neurociencia y Psicobiología son dos ramas científicas con orígenes históricos diferentes. la primera surge de la tradición médico-biológica y la segunda de la  psicología científica.
La Neurociencia se configuró durante los años 1950 como una disciplina independiente a partir del interés común de muchos investigadores que procedían de una gran variedad de instituciones y con especializaciones en diferentes ramas de la ciencia, todos ellos estaban investigando el Sistema Nervioso del ser humano.
El éxito de la Neurociencia deriva de la incorporación en un mismo marco conceptual de distintas disciplinas, antes independientes, en tanto, se hallen interesadas por el desarrollo, la estructura, la química, la fisiología, y la patología del Sistema Nervioso. También se incluye la denominada Neurociencia del Comportamiento o Psicobiología, disciplina en la que las relaciones entre el Sistema Nervioso y la Conducta se hacen más evidentes.
La década del cerebro se la ubica en la última década del siglo XX.
- Datos: Q6041302